# Menno Schilthuizen
Menno Schilthuizen (Vlaardingen, 1965) is een Nederlandse evolutiebioloog, ecoloog, en permanent wetenschapper bij Naturalis Biodiversity Center in Leiden en hoogleraar in kenmerkevolutie en biodiversiteit aan de Universiteit Leiden.
Naast zijn academische functies werkt Schilthuizen als een onafhankelijk wetenschapscommunicator via zijn eigen bedrijf, Studio Schilthuizen. Samen met biospeleoloog Iva Njunjić heeft hij de organisatie Taxon Expeditions opgericht, die veldexcursies voor amateurwetenschappers organiseert naar Borneo en andere plaatsen.

## Wetenschappelijke carrière
Menno Schilthuizen studeerde af en promoveerde aan de Universiteit Leiden. Van 1995 tot 2000 werkte hij bij de Universiteit Wageningen. Van 2000 tot 2006 werkte hij bij het Instituut voor Tropische Biologie en Conservatie in Sabah, Borneo, waar hij slakecologie en -evolutie bestudeerde in tropische en subtropische vochtige breedbladige bossen, grotten en kalksteenhabitats. In januari 2007 werd hij adjunct-onderzoeksdirecteur aan Naturalis Biodiversity Center te Leiden. Hij bleef anderhalf jaar op deze post en werd daar een permanente onderzoekswetenschapper. Van 2007 tot 2012 was hij ereprofessor insectenbiodiversiteit aan de Rijksuniversiteit Groningen. Hij is hoogleraar Kenmerkevolutie en Biodiversiteit aan de Universiteit Leiden.

## Boeken
- Het mysterie der mysteriën, over evolutie en soortvorming, 2002. ISBN 9789057121456
- Waarom zijn er zoveel soorten?, 2008. ISBN 9789045031415
- Darwins peepshow, wat geslachtsdelen onthullen over evolutie, biodiversiteit en onszelf, 2014. ISBN 9789046706671
- Darwin in de stad, 2018. Atlas Contact. ISBN 9789045036267. Bekroond met de Jan Wolkers Prijs 2018.
- Wie wat bewaart, twee eeuwen Nederlandse natuurhistorie, 2020. Unieboek | Het Spectrum ISBN 9789000362493. Samen met Freek Vonk.